# Кластер захворювання
Кластер захворювання — це незвично висока частота конкретного захворювання або порушення, що відбуваються в безпосередній близькості у часі та просторі. Звичайно після виявлення кластерів про них повідомляють у місцеві департаменти громадського здоров'я. За достатніх розмірів та значення кластери можуть розглядати як спалахи. Класичний приклад такого кластера — спалах холери 1854 року у Лондоні.